# Kim Rasmussen
Kim Rasmussen (1972. szeptember 22. –) dán kézilabdaedző. 2016 és 2020 között a magyar női kézilabda-válogatott szövetségi kapitánya volt. Korábban a román élvonalban szereplő CS Rapid București vezetőedzője volt.

## Pályafutása

### Edzőként
Rasmussen 1990-ben kezdte edzői pályafutását, majd nyolc évig a Lyngby HC csapatánál dolgozott. 2008-ban átvette a svéd első osztályú Stavsten férfi csapatának irányítását. A 2010-2011-es szezon kezdetén a dán Roskilde csapatának élére nevezték ki. 2015. szeptember 22-én a román CSM București vezetőedzője lett. A 2015-2016-os szezonban Bajnokok Ligáját nyert a csapattal, a döntőben 22–22-es döntetlent követően büntetőpárbajban legyőzve a Győri Audi ETO csapatát.
2010. június 25-én a lengyel női válogatott szövetségi kapitánya lett. A 2013-as és a 2015-ös világbajnokságon is negyedik helyen végzett a csapattal.
2016 májusában a magyar női válogatott szövetségi kapitánya lett. 2018-ban 7. lett irányításával a magyar válogatott az Európa-bajnokságon, de ezen kívül negatív rekordokat jelentő helyezéseket, egy 12. hely a 2016-os Európa-bajnokságon és 15 hely a 2017-es világbajnokságon, fűződnek a nevéhez, igaz sokszor sérülések miatt nem állt rendelkezésére a legerősebb játékoskeret. A 2019-es világbajnokságon elért 14. hely, a románok elleni kiállítása és az azt követően tett nyilatkozata miatti eltiltását követően a Magyar Kézilabda-szövetség vezetősége 2020. január 7-én felmentette posztjáról.
2020 áprilisában kétéves szerződést írt alá a lengyel MKS Lublinhoz. Az év végén a montenegrói női válogatott szövetségi kapitánya lett, azonban 2021 elején felmentették posztjáról, miután Bojana Popović lett a montenegrói válogatott szövetségi kapitánya. 2021 nyarától a román Gloria Bistrița vezetőedzője lett. Innen 2021 novemberében az eredménytelenség miatt közös megegyezéssel távozott. Közel 6 hónap után a dél-koreai női kézilabda-válogatott szövetségi kapitányának nevezték ki, ezzel ő lett a válogatott első külföldi kapitánya.
Csaknem 15 év után 2024 januárjában újra férfi csapathoz igazolt, a lengyel bajnokság 11. helyén álló KPR Ostrovia csapatának irányítását vette át szezon közben.

## Sikerei edzőként
Lengyel női kézilabda-válogatott
- világbajnokság: 
  - 4. hely: 2013, 2015

CSM București
- Női EHF-bajnokok ligája győztes: 2016
- Román bajnok: 2016